# وولفگانگ تونه
وولفگانگ تونه (آلمانی: Wolfgang Thüne؛ زادهٔ ۸ اکتبر ۱۹۴۹) ژیمناست هنری اهل آلمان بود.
وی در مسابقات کشوری و بین‌المللی در مجموع برندهٔ ۱ مدال نقره، ۳ مدال برنز شده‌است.